# Suore della carità di Strasburgo
Le suore della carità di Strasburgo  (in francese sœurs de la charité de Strasbourg o anche sœurs de la Toussaint) sono un istituto religioso femminile di diritto pontificio.

## Storia

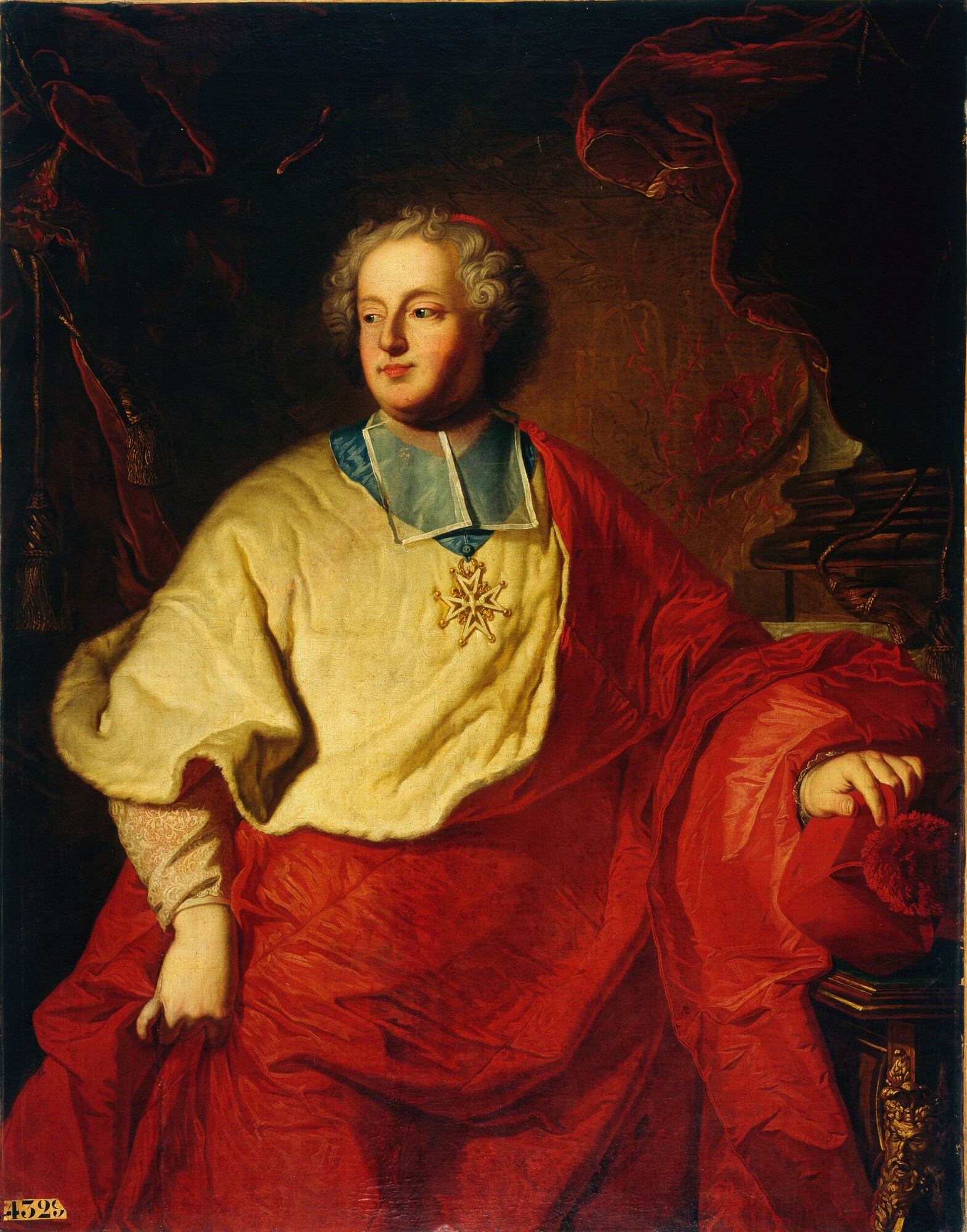
Il cardinale de Rohan-Soubise, fondatore della congregazione

La congregazione fu fondata dal vescovo di Strasburgo, Armand de Rohan-Soubise, per l'assistenza agli ammalati e agli anziani negli ospedali e nei ricoveri della diocesi: le prime suore si formarono presso le suore ospedaliere di San Paolo di Chartres e il 21 giugno 1734 tornarono in diocesi, fissando la casa-madre a Saverne.
La comunità sopravvisse alla rivoluzione francese; nel 1827 la casa-madre fu trasferita a Strasburgo, in rue de la Toussaint, e nel 1828 l'istituto ottenne il riconoscimento civile da Carlo X.
Le case aperte dalle suore della carità a Zams, Monaco, Paderborn, Fulda, Untermarchtal, Friburgo ed Heppenheim, nel corso degli anni, si resero autonome dando origine ad altrettante congregazioni indipendenti; da esse derivarono anche le congregazioni di Vienna, Zagabria, Innsbruck e Hildesheim.
Le suore della carità di Strasburgo ricevettero il pontificio decreto di lode il 5 agosto 1870 e le loro costituzioni vennero approvate definitivamente il 19 dicembre 1884.

## Attività e diffusione
Le suore si dedicano all'educazione e alla cura di bambini, anziani e ammalati.
Sono presenti in varie località della Francia; la sede generalizia è a Strasburgo.
Alla fine del 2008 la congregazione contava 128 religiose in 26 case.